# クリアリングハウス

クリアリングハウス（英語: Clearing House。清算機関とも）とは、金銭（手形・小切手を含む）、有価証券、デリバティブ取引等の決済の円滑実施を目的とした事業を行う法人の形態。
クリアリングハウスと同じ概念、もしくはクリアリングハウスの一分類として、中央清算機関（英語: Central Counterparty、Central Counterparty Clearing House。略語: CCP）という語も用いられる。
多くのクリアリングハウスがクリアリング（清算とも）を主体的に実施しており、（クリアリングプロセスの後の）決済プロセスの一当事者ともなっている。
手形交換所はクリアリングハウスの一種であるが、手形交換所（のみ）を指して「クリアリングハウス」の語が使われることもある。

## 日本の法律
- 手形交換所: 手形法、小切手法等
- 金融商品取引清算機関（金融商品債務引受業）: 金融商品取引法等
- 商品取引清算機関（商品取引債務引受業）:  商品先物取引法等

## クリアリングハウスの例

### 金銭等
- 各手形交換所

### 有価証券
株式、債権等。いずれも金融商品取引清算機関としてクリアリングを行う。
- 株式会社日本証券クリアリング機構（証券取引所・PTS内での取引、店頭取引国債）
- 株式会社ほふりクリアリング（証券取引所・PTS外での取引）

### コモディティ（商品）現物
- 株式会社日本証券クリアリング機構（東京商品取引所、大阪堂島商品取引所での取引等）

### デリバティブ取引
東京金融取引所は金融商品取引清算機関として、日本証券クリアリング機構はその取引種別に応じて金融商品取引清算機関または商品取引清算機関として、クリアリングを行う。
- 株式会社日本証券クリアリング機構（東京商品取引所、大阪堂島商品取引所、大阪取引所の各市場で取引された市場デリバティブ（先物・オプション）取引、店頭金利スワップ取引、店頭クレジット・デフォルト・スワップ取引）
- 株式会社東京金融取引所（同社市場での市場デリバティブ（先物取引、FX、CFD等）取引）

## 中央清算機関
以下の例のように、「クリアリングハウス」ではなく「中央清算機関」という語が特によく用いられる文脈が存在する。
- 店頭デリバティブ規制の文脈（例: 2009年に行われたG20サミット首脳声明では、店頭デリバティブ取引は中央清算機構を介した決済が行われるべきであるとされた[2]）。